# Parafia Matki Boskiej Królowej Wszechświata w Pniowcu
Parafia Matki Boskiej Królowej Wszechświata w Tarnowskich Górach-Pniowcu − należy do diecezji gliwickiej (dekanat Tarnowskie Góry).

## Ulice należące do parafii
- Borówkowa, Chemików, Edukacji Narodowej, Jagodowa, Kanałowa, Okrężna, Poczty Gdańskiej, Siwcowa, Szczytowa, Świerkowa, Westerplatte, Zakładowa, Zalewisko, Żwirowa